# Vodosijeci
Vodosijeci (lat. Rhynchops) su malena porodica ptica iz reda Charadriiformes. Sastoji se od tri vrste koje nastanjuju Aziju, Afriku i Ameriku. 

## Opis
Vodosjeci su po vanjskom izgledu slični čigrama. Veliki su 40 do 50 cm i nastanjuju jezera i rijeke. Hrane se ribom, koju hvataju "rezanjem" vode donjom vilicom koja je, jedinstveno među pticama, duža od gornje. Kada dodirne ribu, vilica se refleksno zatvori. Vrste iz ove porodice su jedine koje imaju vertikalne proreze zjenica, za razliku od okruglih proreza ostalih ptica. Jedne su od najspretnijih ptica u zraku i okupljaju se u velika jata.

## Razmnožavanje
Vodosjeci su tropske i suptropske vrste koje nesu 3-6 jaja na pjeskovite plaže. Ženka ih inkubira. Zbog ograničenog staništa za razmnožavanje ovih ptica, tri postojeće vrste su ranjive na uznamiravanje i uništavanje gnijezdilišta. Jedna vrsta, indijski vodosjek, se smatra ranjivim zbog uništavanja jezera i rijeka na kojima se hrani.

## Vrste
Postoje tri vrste u jednom rodu:
- Rhynchops niger - Američki vodosijek
- Rhynchops flavirostris - Afrički vodosijek
- Rhynchops albicollis - Indijski vodosijek

- Indijski vodosijek
- Američki vodosijek
- Afrički vodosijek